# Fabrizio Mori
Fabrizio Mori, född 28 juni 1969 i Livorno, är en italiensk tidigare friidrottare (häcklöpare).
Mori var med vid OS 1996 i Atlanta och slutade där sexa på 400 meter häck. Moris första VM-final var 1997 i Aten då han slutade fyra. Bättre gick det på EM 1998 då han blev trea. Moris största framgång blev VM 1999 då han vann före fransmannen Stéphane Diagana. OS 2000 blev en missräkning för Mori och han slutade sjua.
Vid VM 2001 lyckades inte Mori försvara sitt VM-guld och han förlorade knappt mot grenens blivande dominant Felix Sanchez. Moris sista mästerskap var EM 2002 då han återigen precis missade prispallen och slutade fyra.
Moris personliga rekord är från VM 2001 och lyder på 47,54.